# Rosé (Sängerin)
Rosé, vollständiger Name Roseanne Park, MBE (* 11. Februar 1997 in Auckland, Neuseeland; koreanischer Name Park Chae-young (koreanisch 박채영)), ist eine neuseeländisch-koreanische Sängerin, Songwriterin und Tänzerin, die auch als Model tätig ist. Als Mitglied von Blackpink erhielt sie am 22. November 2023 die Auszeichnung „Mitglied des Order of the British Empire“ (englisch Member of the Order of the British Empire, kurz MBE) in Anerkennung ihres Engagements gegen den Klimawandel. Da sie im Gegensatz zu den anderen Bandmitgliedern Staatsbürgerin eines Commonwealth-Landes (Neuseeland) ist, darf sie den Titel ihrem Namen nachstellen.

## Biografie

### Leben
Roseanne Park wurde am 11. Februar 1997 in Auckland in Neuseeland geboren und wuchs in Australien auf. Sie besuchte das Canterbury Girls’ Secondary College in Melbourne, wo sie Cheerleaderin und Mitglied eines Kirchenchores war. Darüber hinaus besucht sie regelmäßig die Kirche. Sie spricht fließend Koreanisch und Englisch und hat eine ältere Schwester, welche als Anwältin tätig ist. Sie hielt ihren Durchbruch als Sängerin in Australien für unmöglich. Ihr Vater ermutigte sie deshalb dazu, sich bei einer südkoreanischen Unterhaltungsagentur zu bewerben. Sie befolgte seinen Rat und erreichte unter 700 Teilnehmern den 1. Platz in der Audition, die von YG Entertainment in Sydney abgehalten wurde. Anschließend zog sie mit 16 Jahren nach Südkorea.

### Karriere

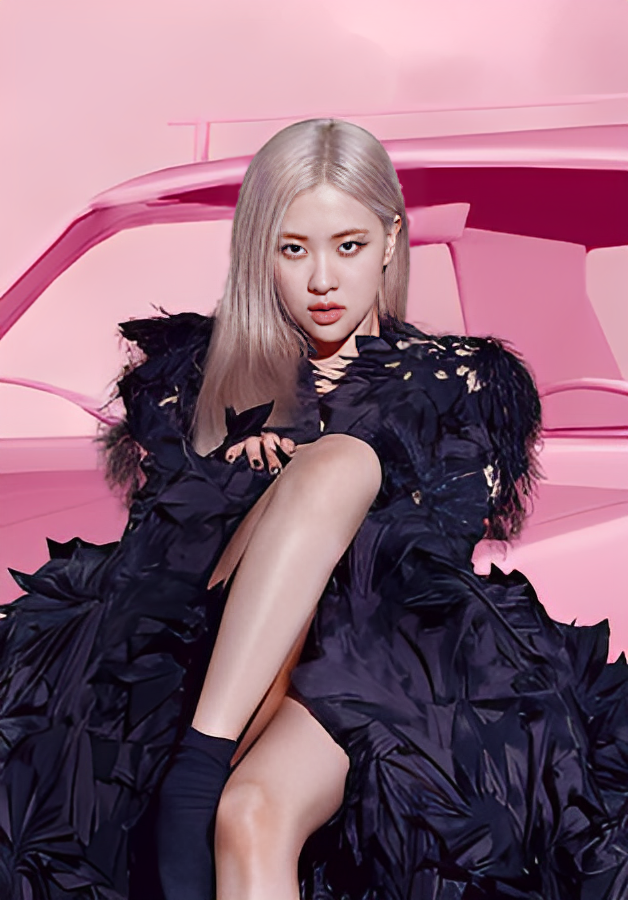
Rosé in einer Werbung für PUBG Mobile, 2020

2012 wurde Park bei YG Entertainment unter Vertrag genommen. Sie absolvierte eine vierjährige Trainee-Ausbildung. Während ihrer Ausbildung übte sie Gesang, Tanz, Gitarren- und Klavierspiel sowie Japanisch und Koreanisch. Des Weiteren sang sie 2012 zusammen mit G-Dragon das Lied Without You. Ab 2012 begann YG Entertainment die Vorbereitungen für das Debüt einer neuen Girlgroup. Die endgültigen Mitglieder der Girlgroup wurden am 29. Juni 2016 offiziell angekündigt, worunter sich Park befand. Seit ihren Debütvorbereitungen mussten die Gruppenmitglieder am Ende jedes Monats Gesangs- und Tanzprüfungen individuell und als Team bestehen. Letztlich debütierte sie am 8. August 2016 als Rosé, zusammen mit den Bandmitgliedern Jennie, Jisoo und Lisa als Blackpink, mit der EP SQUARE ONE.
Das nach einem koreanischen Trinkspiel benannte Lied Apt. entstand 2024 gemeinsam mit Bruno Mars.
Neben ihrer Musikkarriere ist sie Botschafterin des französischen Modehauses Yves Saint Laurent.
Am 12. März 2021 veröffentlicht sie ihr eigenes Single-Soloalbum namens R. Ihr Debüt-Album Rosie veröffentlichte sie am 6. Dezember 2024, es wurde in Korea mit Doppelplatin ausgezeichnet.

## Diskografie

### Solo
Studioalben

| Jahr | Titel Musiklabel             | Höchstplatzierung, Gesamtwochen, AuszeichnungChartplatzierungen (Jahr, Titel, Musiklabel, Platzierungen, Wochen, Auszeichnungen, Anmerkungen) | Höchstplatzierung, Gesamtwochen, AuszeichnungChartplatzierungen (Jahr, Titel, Musiklabel, Platzierungen, Wochen, Auszeichnungen, Anmerkungen) | Höchstplatzierung, Gesamtwochen, AuszeichnungChartplatzierungen (Jahr, Titel, Musiklabel, Platzierungen, Wochen, Auszeichnungen, Anmerkungen) | Höchstplatzierung, Gesamtwochen, AuszeichnungChartplatzierungen (Jahr, Titel, Musiklabel, Platzierungen, Wochen, Auszeichnungen, Anmerkungen) | Höchstplatzierung, Gesamtwochen, AuszeichnungChartplatzierungen (Jahr, Titel, Musiklabel, Platzierungen, Wochen, Auszeichnungen, Anmerkungen) | Höchstplatzierung, Gesamtwochen, AuszeichnungChartplatzierungen (Jahr, Titel, Musiklabel, Platzierungen, Wochen, Auszeichnungen, Anmerkungen) | Höchstplatzierung, Gesamtwochen, AuszeichnungChartplatzierungen (Jahr, Titel, Musiklabel, Platzierungen, Wochen, Auszeichnungen, Anmerkungen) | Höchstplatzierung, Gesamtwochen, AuszeichnungChartplatzierungen (Jahr, Titel, Musiklabel, Platzierungen, Wochen, Auszeichnungen, Anmerkungen) | Anmerkungen                                                |
| Jahr | Titel Musiklabel             | DE | AT | CH | UK | US | AU | NZ | KR | Anmerkungen                                                |
| ---- | ---------------------------- | --- | --- | --- | --- | --- | --- | --- | --- | ---------------------------------------------------------- |
| 2024 | Rosie Atlantic Records (WMG) | DE8 (20 Wo.)DE | AT8 (2 Wo.)AT | CH8 (6 Wo.)CH | UK4 (3 Wo.)UK | US3 (… Wo.)US | AU2 (12 Wo.)AU | NZ3 Gold · (12 Wo.)NZ | KR2 ×2Doppelplatin · (… Wo.)KR | Erstveröffentlichung: 6. Dezember 2024 Verkäufe: + 547.500 |

## Filmografie
Soloauftritte
| Jahr | Titel               | Sender | Rolle                  | Ep. | Ref.   |
| ---- | ------------------- | ------ | ---------------------- | --- | ------ |
| 2017 | Radio Star          | MBC    | Sie selbst (mit Jisoo) | 509 | [ 15 ] |
| 2017 | King of Mask Singer | MBC    | Kandidatin             | 104 | [ 16 ] |
| 2017 | Fantastic Duo 2     | SBS    | Kandidatin             | 19  | [ 17 ] |
| 2018 | Amazing Saturday    | tvN    | Sie selbst (mit Jisoo) | 21  | [ 18 ] |
| 2018 | Wednesday Food Talk | tvN    | Sie selbst             | 184 | [ 19 ] |

## Preisverleihungen
- 2021: Mnet Asian Music Awards – Best Dance Performance Solo (On the Ground)[20]